# Hôtel de la Caisse d'épargne de Foix
L'hôtel de la Caisse d'épargne est un bâtiment du début du XXe siècle situé à Foix, en France. Il a autrefois accueilli un établissement bancaire, pour lequel il a été construit. Depuis 2013, le premier étage accueille des bureaux du quotidien régional La Dépêche du Midi.

## Situation et accès
L'édifice est situé au no 1 de l'avenue Lakanal, dans le centre-ville de Foix, et plus largement vers le centre du département de l'Ariège.

## Histoire

### Contexte
La Caisse d'épargne de Foix — dont les statuts sont délibérés par le conseil municipal les 26 septembre et 2 décembre 1835 — est autorisée par ordonnance royale du 6 mai 1836.

« La caisse d’épargnes et de prévoyance fondée à Foix (Ariége) est autorisée.
Sont approuvés les statuts de ladite caisse tels qu’ils sont contenus dans la délibération du conseil municipal de cette ville, en date du 2 décembre 1835, dont une expédition restera déposée aux archives du ministère du commerce et des travaux publics. »

— Article 1er de l’ordonnance du roi portant autorisation de la caisse d’épargnes fondée à Foix (Ariége)

### Projet et adjudication
Dans sa séance du 4 juin 1908, le conseil d'administration de la Caisse d'épargne de Foix décide la construction d'un hôtel pour son institution. L'adjudication au rabais et par voie de soumission cachetée des travaux pour son édification a lieu le 28 mars 1909, à 14 h, à l'hôtel de la Caisse d'épargne de cette époque. Elle présidée est par Georges Reynald (maire de Foix) assisté de Pic et Sicard (membres du conseil des directeurs de la Caisse d'épargne) et de Sauret (architecte municipal, auteur du projet).

### Première pierre
La cérémonie de pose de la première pierre a lieu le 3 juin 1909, à 17 h, en présence de Georges Reynald (maire de Foix) et ses adjoints, des membres du conseil des directeurs de la Caisse d'épargne, de l'architecte et de l'entrepreneur des travaux.

### Construction

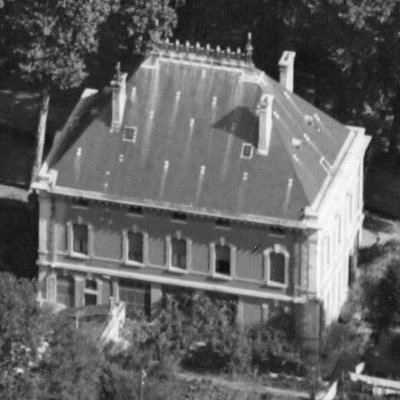
Vue aérienne de la façade arrière, en octobre 1933.

En décembre 1909, on achève la toiture de l'édifice. Dans son numéro du 17 décembre, les journalistes de La Dépêche du Midi partagent la remarque du public relative à l'installation d'une horloge, absente des plans, alors qu'il reste une somme de 4 000 francs sur les travaux executés.

### Rénovation et conversion
Ce bâtiment est rénové par M. Carrara. Le centre départemental du journal quotidien régional La Dépêche du Midi y installe ses bureaux au premier étage, le 23 octobre 2013 ; d'abord installé au no 24 de la rue Labistour, puis dans la rue Delcassé, le centre a occupé pendant plus de trente ans, avant cet hôtel de la Caisse d'épargne, un bâtiment de la place du Champ-de-Mars (détruit vers 2018 dans un nouvel aménagement spatial).